# 遠藤有栖
遠藤 有栖（えんどう ありす、1998年4月27日 - ）は、日本の女性タレント、プロレスラー。芸能活動はWALKを経てナインズプロモーション所属、プロレスラーとしては東京女子プロレス所属。福島県会津若松市出身。血液型A型。

## 経歴

### 芸能
- 2019年3月17日、Cheer♡1に5期メンバーとして加入。
- 2020年4月1日、Cheer♡1が無期限活動停止。
- 2022年4月1日、芸能事務所をナインズプロモーションに移籍。
- 2022年7月22日、会津若松市観光大使に就任

### プロレスラー
- 2021年1月4日の後楽園ホール大会における対鈴芽戦でデビュー[1]。
- 2022年1月4日、後楽園ホール大会の対桐生真弥＆宮本もか戦で宮本もかより自力初勝利（パートナーは鈴芽）。
- 2022年10月21日、地元・会津若松市の会津若松市文化センターにて凱旋興行を開催。超満員札止めとなる。
- 2023年2月11日、後楽園ホール大会の対宮本もか戦でシングル初勝利。
- 2024年3月31日、両国国技館大会にて水波綾・愛野ユキ組の持つプリンセスタッグ王座に鈴芽とのタッグ「でいじーもんきー」で挑戦し勝利、第16代王者となる。

## 人物
- Cheer♡1メンバーであった才木玲佳に憧れてプロレスラーになることを決意。
- 漢字を読むのが大の苦手、自身のSHOWROOM配信では視聴者のコメントに書かれた漢字が読めないことも多く、視聴者に振り仮名を書いてもらうこともしばしば。
- スリーサイズはB88・W60・H88。Eカップ。
- 2022年7月22日、会津若松市市長の室井照平と同市観光大使ビューロー理事の新城猪之吉より故郷の会津若松市観光大使の委嘱状を交付される[2]。

## 得意技
キャメルクラッチ
才木玲佳から引き継ぐ形で使用。
什の掟（じゅうのおきて）
変形ヘラクレスカッター。アルゼンチン・バックブリーカーの形で相手を担ぎ、下半身を後方に流しつつ背中から着地してショルダー・ネックブリーカーを仕掛ける。
磐梯山（ばんだいさん）
コーナーを背にしてセカンドロープに立ち、トップロープに飛び移りつつ放つステップ式のミサイルキック。
水車落とし
鶴ヶ城（つるがじょう）
四つん這いになった相手の延髄に脛を押し付けて落とす断頭台式ニードロップ。
コーナートップやエプロンから仕掛けるバリエーションも存在。
スーパーキック
チェンジオブペースとして使用。

## タイトル歴
東京女子プロレス
- 第16代プリンセスタッグ王座 （パートナーは鈴芽）

## 入場曲
- 私の道はrainbow / ヒューイ小川
  - 2022年11月27日の後楽園ホール大会より使用。
- TOMORROW / BiSH
  - 初代入場曲。

## 出演

### テレビ
- 千葉テレビ放送・東京メトロポリタンテレビジョン「真夜中のおバカ騒ぎ!」（2019年6月9日 - 12月1日）
- TBSテレビ「水曜日のダウンタウン」（2020年11月4日）[3]
- テレビ朝日「ハヤブサ消防団」（2023年7月13日）

### 映画
- 走れ!T校バスケット部（2018年）
- ミッドナイトスワン（2020年）
- 泣く子はいねぇが（2020年）